# جون سينغلتون (رائد أعمال)
جون سينغلتون (بالإنجليزية: John Singleton)‏ هو مسير أعمال ورائد أعمال أسترالي، ولد في 9 نوفمبر 1941 في Enfield, New South Wales ‏ في أستراليا.